# Audrey Alwett
Audrey Alwett, née en 1982 en région parisienne, est une écrivaine française.

## Biographie

### Vie personnelle
Née en 1982 en banlieue parisienne, Audrey Alwett est très tôt attirée par l'écriture. Avant même de savoir écrire, elle dicte ses récits à ses cousines plus âgées, puis remplit des cahiers entiers de poèmes et contes. À onze ans, elle suit les cours de français de Danielle Martinigol, une écrivaine qui transforme son rapport à l'écriture. À vingt ans, elle publie sa première nouvelle.
Durant ses études de lettres classiques puis modernes, elle travaille comme lectrice dans diverses maisons d’édition et comme rédactrice pour la Presse quotidienne régionale, avant d'obtenir un master de littérature.
À 32 ans, elle est diagnostiquée d'un Trouble du spectre autistique,.
Elle est mariée au scénariste Christophe Arleston.

### Carrière
Elle entre dans le milieu de la bande dessinée par Lanfeust Mag, en y publiant dès 2003 des histoires courtes. Elle rejoint le Gottferdom Studio en septembre 2007 pour faire du scénario son activité à plein temps.
Elle est l'autrice d'une quarantaine de romans et BD, dont plusieurs sont de grands succès de librairie. La série de BD qui la fait connaître, Princesse Sara, est dessinée par Nora Moretti et inspirée du roman La Petite Princesse de Frances Hodgson Burnett. S'ensuit Le Jardin des Fées, une enquête bucolique hommage à l'affaire des Fées de Cottingley et au Jardin secret, et surtout Le Grimoire d'Elfie, avec Christophe Arleston au co-scénario et MiniLudvin au dessin. L'histoire de cette jeune sorcière qui sillonne les routes de France à bord d'un bus librairie remporte de nombreux prix, dont celui de Nickelodéon et du Journal de Mickey.
Audrey Alwett écrit aussi des romans. Le premier s’intitule les Poisons de Katharz et se veut un vibrant hommage à Sir Terry Pratchett, qu'elle déclare être son auteur favori. Grande défenseuse du genre merveilleux, elle est aussi l'autrice d'une trilogie à succès chez Gallimard : Magic Charly, qui aborde les thèmes de la justice et du consentement et où la magie est l'analogie d'une langue française vivante.
Entre 2008 et 2016, Audrey Alwett a fondé et dirigé une collection de BD aux Éditions Soleil, puis une collection de romans aux Éditions ActuSF. Elle est membre de la Charte des auteurs et des illustrateurs jeunesse. En 2018, elle participe aux mouvements #PayeTonAuteur et #AuteursEnColère lancés sur les réseaux sociaux par la Charte et menés par sa présidente, Samantha Bailly,. C'est dans ce cadre qu'elle répond aux questions d'Étienne Tabbagh et Laureen Melka dans le podcast économique Spla$h no 23 intitulé « Écrire condamne-t-il à la pauvreté ? » traitant de la précarité des personnes rémunérées en droit d'auteur en France.
En 2023, elle est la marraine de l'Ouest Hurlant, le festival des cultures de l'imaginaire rennais.

## Œuvres

### Série de romansMagic Charly
1. L'Apprenti[13], Gallimard, 2019
2. Bienvenue à Saint Fouettard[14], Gallimard, 2021
3. Justice soit faite ! [15], Gallimard, 2022

- Prix Rennes et Ille-et-Vilaine 2021 et Prix Croc'Livres 2021

### Romans
- Les Poisons de Katharz, ActuSF, Pocket, 2016

### Bandes dessinées
- Le Petit Chaperon rouge & Ce qu'il advint dans le ventre du Loup, Soleil, 2010
Scénario : Audrey Alwett et texte original de Charles Perrault - Dessin : François Amoretti

- Le Voyage aux Ombres - Légendes de Troy, Soleil, 2011
Scénario : Audrey Alwett et Christophe Arleston - Dessin : Virginie Augustin

- Route 78, co-scenario et dessin par Éric Cartier, Delcourt, 2015

- Prix du festival de Solliès 2015

### Albums jeunesse
- Le Mot qui arrêta la Guerre, dessiné par Ein Lee, 2015, Nobi Nobi (prix Motamo 2016 et Tournoi Jeunesse Manga News 2015)
- Gothic-Lolita, dessiné par François Amoretti, 2009, Soleil
- La Danseuse Papillon, dessiné par Luky, préfacé par Anne-Marie Pol, 2010, Soleil
- Mes 15 plus belles histoires de danse, collectif préfacé par la danseuse étoile Agnès Letestu, 2012, Hachette